# 6 mars 1982
Le samedi 6 mars 1982 est le 65e jour de l'année 1982.

## Naissances
- Adrien Lemaître, animateur de télévision français
- Cristhian Martínez, lanceur droitier de baseball
- Fabrício Mafra, haltérophile brésilien
- Inga Abitova, coureuse russe de fond
- Quinton Cowan, joueur de rugby néo-zélandais
- Jonas Larholm, joueur de handball suédois
- Madeleine Yamechi, haltérophile franco-camerounaise
- Stephen Jordan, joueur de football britannique
- Sylvain Sudrie, triathlète professionnel français

## Décès
- Ayn Rand (née le 2 février 1905), philosophe américaine
- Jean Vinatier (né le 23 février 1909), personnalité politique française
- Marcelle Dujarric de la Rivière (née le 10 novembre 1899), figure de la haute bourgeoisie française

## Événements
- Le professeur Cabrol pratique la première transplantation cardiaque et pulmonaire